# Microcharon tantalus
Microcharon tantalus là một loài chân đều trong họ Microparasellidae. Loài này được Birstein & Ljovuschkin miêu tả khoa học năm 1965.